# Esteban Granero
 (août 2012).
Si vous disposez d'ouvrages ou d'articles de référence ou si vous connaissez des sites web de qualité traitant du thème abordé ici, merci de compléter l'article en donnant les références utiles à sa vérifiabilité et en les liant à la section « Notes et références ».
 (août 2012).
Améliorez-le ou discutez des points à vérifier. 
Esteban Granero, né le 2 juillet 1987 à Madrid, est un footballeur espagnol qui évolue au poste de milieu de terrain entre 2006 et 2021.

## Carrière

### Début de carrière

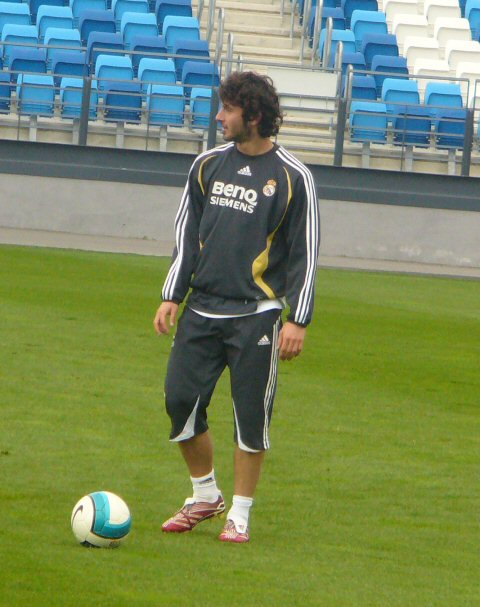
Esteban Granero en 2007

Granero rejoint les équipes de jeunes du Real Madrid à seulement 7 ans, il a du talent depuis qu'il est tout petit. Lors de sa première, il inscrira 83 buts dans les divisions moins de 10 ans, et en 1999 il devient capitaine des moins de 12 ans. Son équipe remporte le tournoi « Palau Sant Jordi » de Barcelone grâce à un de ses buts face au Barça 1-0 son dernier but en finale. Il est aussi élu meilleur joueur de la compétition. Granero monte au Real Madrid C à l'âge de 17 ans. Il est aussi connu pour ses nombreux gestes techniques. La même saison il débute avec la Real Madrid Castilla dans un match l'opposant à l'Albacete, durant ce match il délivrera une passe décisive. Granero effectue un saut en Castilla en 2006-07, et petit à petit avec le coach Míchel, il alla finalement disputer quelques matchs amicaux avec l'équipe première.
En compagnie d'autres joueurs de la cantera (centre de formation en espagnol) tels que Rubén de la Red, Javi García et Adrián González le 31 août, il est prêté à Getafe CF (une banlieue de Madrid) pour 1 an. Le 13 juillet 2008, Granero signe pour cinq saisons avec Getafe pour un montant environnant 5 millions d'euros, avec une option de rachat pour le Real Madrid. Cette option est levée en juillet 2009. La saison 2009-2010 est très bonne pour lui, grâce à Manuel Pellegrini qui lui laisse sa chance en début de saison. Depuis 2010 il participe régulièrement aux matchs de l'équipe madrilène.

### Castilla et Getafe

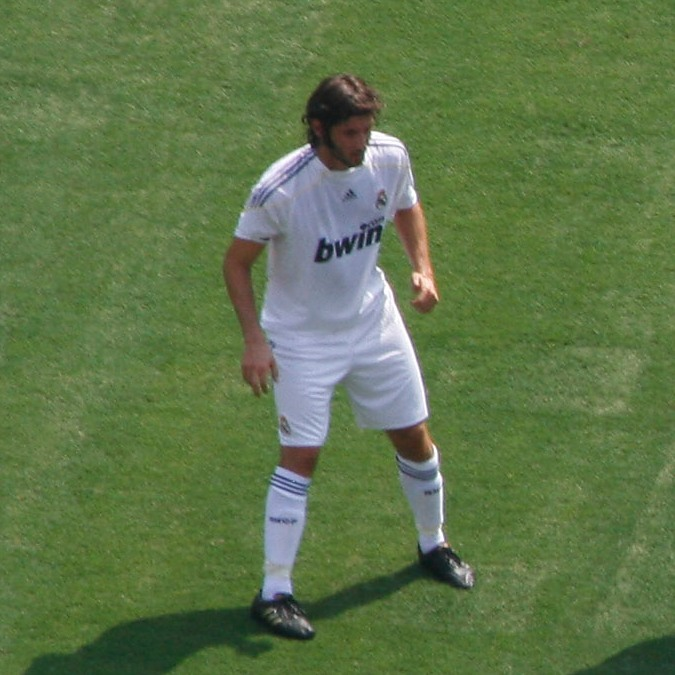
Granero avec le Real Madrid CF.

Esteban Granero, est né en Pozuelo de Alarcón (banlieue de Madrid). Il fut découvert lors de la Coupe Danone organisée par le Real Madrid, une compétition où sont remarqués beaucoup de jeunes joueurs prometteurs. Esteban, passé par toutes les catégories d'âges du club, peut jouer en position de meneur de jeu derrière des attaquants, ou sur les côtés.
Après le mondial des moins de 20 ans, durant lequel il joua avec l'Espagne, le Real Madrid décida de signer un contrat professionnel et de l'inclure dans l'effectif de l'équipe première. En raison d'un temps de jeu très limité, il fut cédé avec option d'achat à Getafe durant la saison 2007-2008.
Le 10 avril 2008, Getafe joua le quart de finale de la Coupe de l'UEFA contre le Bayern Munich. Après un match à l'extérieur qui se solda par un nul 1-1, Getafe reçoit au match retour les Allemands mais Granero ne put participer et son équipe se fit éliminer en raison de la règle du nombre de buts marqués à l'extérieur après un 3-3.

### Real Madrid
Fin juillet 2009, le Real utilise l'option de rachat pour Granero, un transfert de 4 millions d'euros, sous la demande du nouvel entraineur des Galactiques, Manuel Pellegrini. Le 12 septembre 2009, il marque son premier but sous ses nouvelles couleurs, lors de la Peace Cup joué au Santiago Bernabéu contre la Liga de Quito. Son deuxième but s'est produit lors du centenaire du Borussia Dortmund, grâce à une passe du talon de Kaká. 

### QPR
Le 30 août 2012, Granero signe un contrat de quatre ans en faveur des Queens Park Rangers,. Il participe à 24 matches de championnat, et inscrit un seul but face à West Bromwich Albion lors de la 7e journée. Il ne peut empêcher la relégation de son équipe, qui finit dernière de Premier League. À la suite de cette relégation, le joueur pourrait partir, et revenir en Liga. En effet, plusieurs clubs, dont le Bétis Séville sont intéressés. 

### Real Sociedad
En août 2013, il est prêté à la Real Sociedad. Il s'engage définitivement à la fin de la saison alors qu'il n'a joué que sept matchs.

### Espanyol de Barcelone
En juillet 2017, Granero rejoint l'Espanyol de Barcelone pour trois saisons.

### Marbella FC
Le 30 janvier 2020, Granero s'engage au Marbella FC qui évolue en Segunda División B.
Après 32 matchs et 4 buts en une saison et demie, Granero annonce prendre sa retraite sportive le 5 juillet 2021. Sur ses réseaux sociaux, il écrit notamment :  « Le retrait est la mort du footballeur. Mais, pour paraphraser Richard Dawkins : nous allons tous mourir un jour, et nous en avons de la chance. La plupart des gens ne vont jamais mourir parce qu'ils ne naîtront jamais. Le potentiel de personnes qui auraient pu être ici à notre place, mais qui ne seront jamais chaussures aux pieds dans un stade, sont plus nombreux que les grains de sable du Sahara. »

### Sélection nationale
Il débute en 2007 avec la sélection espoirs contre l'Angleterre, match qui se termine avec un match nul 2-2.

## Palmarès
Getafe CF
- Coupe d'Espagne
  - Finaliste en 2008

 Real Madrid CF
- Coupe d'Espagne
  - Vainqueur en 2011
- Championnat d'Espagne
  - Champion en 2012
- Supercoupe d'Espagne
  - Vainqueur en 2012.

## Statistiques détaillées
| Saison      | Club           | Pays           | Championnat | Championnat | Championnat      | Coupes nationales | Coupes nationales | Coupes nationales | Coupes continentales | Coupes continentales | Coupes continentales | Coupes continentales | Équipe d'Espagne | Équipe d'Espagne | Équipe d'Espagne |
| Saison      | Club           | Pays           | Matchs      | Buts        | Passes décisives | Matchs            | Buts              | P.d.              | Type                 | Matchs               | Buts                 | P.d.                 | Matchs           | Buts             |                  |
| ----------- | -------------- | -------------- | ----------- | ----------- | ---------------- | ----------------- | ----------------- | ----------------- | -------------------- | -------------------- | -------------------- | -------------------- | ---------------- | ---------------- | ---------------- |
| 2007 - 2008 | Getafe         |                | 29          | 3           | 2                | 6                 | 2                 | 0                 | C3                   | 10                   | 4                    | 0                    | -                | -                |                  |
| 2008 - 2009 | Getafe         |                | 36          | 5           | 4                | 2                 | 0                 | 0                 |                      | -                    | -                    | -                    | -                | -                |                  |
| 2007 - 2009 | Total          | Total          | 65          | 8           | 6                | 8                 | 2                 | 0                 |                      | 10                   | 4                    | 0                    | -                | -                |                  |
| 2009 - 2010 | Real Madrid    |                | 31          | 3           | 5                | 1                 | 0                 | 0                 | C1                   | 4                    | 0                    | 0                    | -                | -                |                  |
| 2010 - 2011 | Real Madrid    |                | 19          | 1           | -                | 9                 | 1                 | -                 | C1                   | 4                    | 0                    | -                    | -                | -                |                  |
| 2011 - 2012 | Real Madrid    |                | 17          | 0           | -                | 4                 | 0                 | -                 | C1                   | 7                    | 0                    | -                    | -                | -                |                  |
| 2012 - 2013 | Real Madrid    |                | 0           | 0           | -                | 0                 | 0                 | -                 | C1                   | 0                    | 0                    | -                    | -                | -                |                  |
| 2009 - 2011 | Total          | Total          | 32          | 4           | 5                | 1                 | 0                 | 0                 |                      | 4                    | 0                    | 0                    | -                | -                |                  |
| 2006 - 2011 | Total carrière | Total carrière | 97          | 12          | 11               | 9                 | 2                 | 0                 |                      | 14                   | 0                    | 0                    | -                | -                |                  |

Dernière mise à jour : 25 août 2012